# Бен Ејвон Хајтс (Пенсилванија)
Бен Ејвон Хајтс (енгл. Ben Avon Heights) град је у америчкој савезној држави Пенсилванија.

## Демографија
По попису из 2010. године број становника је 371, што је 21 (-5,4%) становника мање него 2000. године.
| Група             | 2000.       | 2010.       |
| Белци             | 384 (98,0%) | 360 (97,0%) |
| Афроамериканци    | 1 (0,3%)    | 1 (0,3%)    |
| Азијати           | 1 (0,3%)    | 1 (0,3%)    |
| Хиспаноамериканци | 3 (0,8%)    | 3 (0,8%)    |
| Укупно            | 392         | 371         |